# Periserica
Periserica (лат.) — род пластинчатоусых жуков из подсемейства хрущей (Scarabaeidae). Около 10 видов.

## Описание
Пластинчатоусые жуки мелкого и среднего размера. Передние голени с 3 зубцами. Тело двухцветное. Апикальная граница надкрылий без мембранозного ободка. Глаза маленькие (отношение диаметр/межглазничная ширина: 0,42—0,6). Усиковая булава у самца с тремя-пятью антенномерами. Гипомерон без поперечного базовентрального киля. Вершина задней голени вогнуто синуирована внутрь около тарзального сочленения.

## Систематика
Известно около 10 видов. Selaserica был впервые описан в 1898 году немецким энтомологом Ernst Brenske (1845—1904) и первоначально включал только два вида: Periserica fulvostriata Brenske, 1898 и Periserica picta Brenske, 1898. Типовой вид был обозначен только в 2014 году. Род входит в состав трибы Sericini из подсемейства хрущей (Scarabaeidae). Род отличается от Selaserica двухцветной окраской тела, а от Trioserica строением надкрылий и гипомерона.
- Periserica densepunctata Fabrizi & Ahrens, 2014[5]
- Periserica fulvostriata Brenske, 1898
- Periserica gilimalensis Fabrizi & Ahrens, 2014
- Periserica interrupta  (Walker, 1859)
- Periserica picta Brenske, 1898
- Periserica subsignata  (Walker, 1859)
- Periserica triflabellata Fabrizi & Ahrens, 2014
- Periserica zamboangensis Moser, 1917